# Cruillas
Cruillas là một đô thị thuộc bang Tamaulipas, México. Năm 2005, dân số của đô thị này là 2268 người.